# 婆罗门佛塔
24°44′38″N 118°09′12″E / 24.74389°N 118.15333°E
婆罗门佛塔位于中国福建省厦门市同安区，原位于西安桥南北两头，共四座塔，现存三座，两座在梵天寺（其中一座残缺），一座在梅山寺，前者于1963年被列为福建省文物保护单位，后者于2013年被列为福建省文物保护单位。
北宋元祐年间建西安桥时同时建石塔四座，桥头桥尾各置两座。1926年建设福厦公路时有一座被埋入路基之中，剩下的三座于1957年迁至现址保护。1957年郑振铎将这几座塔定名为婆罗门佛塔。塔为实心石塔，高4.68米，3层，平面呈方形。须弥座每边长1.78米，有四个奎脚，座身浮雕神兽和护法天尊。第二层塔身高0.35米，边长0.97米，四面浮雕券龛莲座佛像四尊。第三层塔身高0.70米，边长0.82米，四面浮雕展翅神兽佛教故事图像。塔刹立于覆莲盆座上，刹杆呈五层相轮，刹顶呈葫芦状。

## 图片
- 梅山寺婆罗门佛塔
- 梅山寺婆罗门佛塔
- 梵天寺婆罗门佛塔
- 梵天寺婆罗门佛塔
- 梵天寺婆罗门佛塔
- 梵天寺婆罗门佛塔
- 梵天寺婆罗门佛塔
- 梵天寺婆罗门佛塔
- 梵天寺婆罗门佛塔